# Lucius Neratius Priscus (Konsul 97)
Lucius Neratius Priscus (verkürzt zumeist Neraz; † nach 133 n. Chr.) war ein römischer Jurist und Politiker.

## Herkunft, Familie und Karriere
Lucius Neratius Priscus stammte aus Saepinum und gehörte einer senatorischen Familie an, die im 1. und 2. nachchristlichen Jahrhundert politischen Einfluss erlangte und von Kaiser Vespasian in den Patrizierstand erhoben wurde. Sein Bruder war Lucius Neratius Marcellus, der Suffektkonsul im Jahr 95 n. Chr. und ordentlicher Konsul im Jahr 129 war. Sein Vater war vielleicht Marcus Hirrius Fronto Neratius Pansa, Suffektkonsul um das Jahr 73 oder 74.
Neratius war ein sehr bedeutsamer klassischer Jurist unter Kaiser Trajan. Bereits unter der flavischen Dynastie war er politisch tätig, wurde Senator und stieg um 88–90 n. Chr. zum Prätor sowie 97 n. Chr. zum Suffektkonsul auf. Als Statthalter von Germania inferior fungierte er in den Jahren 98–100, dann war er von 103 bis 106 als Statthalter der römischen Provinz Pannonia tätig. Er war, wie sein Bruder, mit Trajan befreundet und gehörte dessen Konsilium an, ebenso anschließend jenem Hadrians.

## Neratius als Jurist
Lucius Neratius Priscus war gemeinsam mit Iuventius Celsus Oberhaupt der Juristenschule der Prokulianer. In seinen Werken dominiert die Kasuistik. Auch wenn nicht alle Werke erhalten sind, war sein Einfluss auf die römische Rechtsentwicklung so bedeutend, dass er als Rechtsquelle noch in den Digesten des Corpus iuris civilis mit 63 Fragmenten deutlich sichtbar ist. Berühmt ist folgendes Zitat: „Neratius Priscus tres facere existimat collegium“ (Neratius Priscus erklärt, dass drei ein Kollegium ausmachen). Damit wird ausgesagt, dass es mindestens dreier stimmberechtigter Mitglieder bedarf, um einen Mehrheitsbeschluss herbeiführen zu können.
Von seinen Werken, die oft wie seine wenigstens vier Bände umfassenden Epistulae (Briefbescheide) durch Zitierungen anderer Autoren nur indirekt greifbar sind, enthalten die sieben libri membranarum (Lose Blätter) zahlreiche Fallentscheidungen, wobei zahlreiche, auch spitzfindige Fälle ebenso überliefert sind, wie kühne Konstruktionen, so die Lehre vom ius  finitum (eingegangen in die Digesten 22, 6, 2). Von einem das Eherecht behandelnden, nicht erhaltenen Buch (liber singularis de nuptiis) berichtet ausschließlich Aulus Gellius. Er hat außerdem die 15 libri regularum (Rechtsregeln) verfasst, von denen allerdings nur sieben Fragmente überliefert sind. Seine kasuistische Arbeitsweise ist auch in den 3 libri responsorum (Gutachten) erkennbar.